# Nemi
Nemi – miejscowość i gmina we Włoszech, w regionie Lacjum, w prowincji Rzym.
Położone jest prawie w samym centrum Gór Albańskich. Jego historyczne centrum rozłożone jest amfiteatralnie na stoku ponad lustrem jeziora Nemi, na wysokości ok. 521 m n.p.m. Znane jako centrum uprawy truskawek.

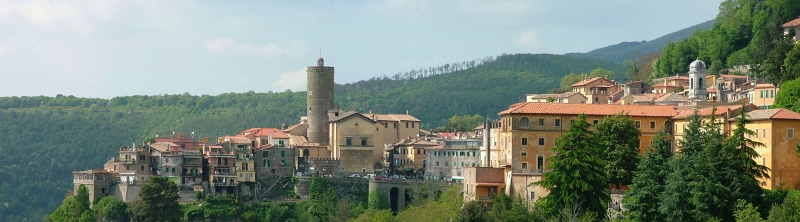
Panorama Nemi

Miejsce, w którym leży miejscowość, uznawane było za święte już w epoce brązu. Jego nazwa pochodzi od łacińskiego słowa nemus, oznaczającego "święty gaj" i wiąże się z faktem, iż w starożytności rosnący tu las był jednym z najbardziej znanych miejsc kultu bogini Diany i głównym sanktuarium Ligi Latyńskiej. Szczególnym poważaniem otoczył to miejsce cesarz Kaligula, który rozkazał odnowić istniejącą tu starą świątynię, a na jeziorze Nemi zbudować dwa wielkie statki, pełniące funkcje kultowe.
Według danych na rok 2004 gminę zamieszkiwało 1719 osób (245,6 os./km²).